# Paul Bernard (résistant français)
Pour les articles homonymes, voir Bernard et Paul Bernard.
 (juin 2018).
Si vous disposez d'ouvrages ou d'articles de référence ou si vous connaissez des sites web de qualité traitant du thème abordé ici, merci de compléter l'article en donnant les références utiles à sa vérifiabilité et en les liant à la section « Notes et références ».
Paul Bernard, né le 29 octobre 1910 à Damvillers et mort le 11 septembre 1993 à Saint-Bonnot,, est un résistant français de la Seconde Guerre mondiale né en 1910. Il est aussi le cofondateur du Maquis Camille avec son camarade de combat et ami Jean Longhi.
Bernard et Longhi se sont connus à l’école primaire et partaient ensemble en camp de vacances dans le Morvan. Jean Longhi adhère au Parti communiste français en 1935 et Paul Bernard n’y adhère point et monte une coopérative ouvrière de pavage. Fin 1942, ils adoptent alors le surnom de « Luc » pour Bernard et « Lionel » pour Longhi.

## Biographie

### La lutte «clandestine»
En 1939, Paul Bernard rejoint l’infanterie coloniale mais il change de voie à cause de la défaite française et aussi de son engagement politique. Il rejoint la Résistance active. Longhi et Bernard continuent à travailler normalement mais gardent des contacts avec plusieurs militants communistes. Bernard entre en contact avec l’Organisation spéciale (groupe qui sert à mettre un appareil militaire en place) même s’il ne participe pas encore à la Résistance active. 

### Le Morvan
En octobre 1941, Paul Bernard et Jean Longhi se réfugient dans le Morvan en prenant le train pour Nevers puis repartent pour Lavault-de-Frétoy au sud-est de Château-Chinon car ils connaissent le terrain par cœur et quelques habitants moins méfiants envers les étrangers même s’ils n’ont pas eu le choix. Ils s’engagent donc comme bûcherons et sont dirigés vers un chantier installé à Lavault-de-Frétoy entre Montsauche et Château-Chinon.
Traqués par la Gestapo en 1941, Paul Bernard et Jean Longhi décident de s’exiler dans le Morvan pour envisager de reprendre la lutte grâce à des contacts. Entre l’automne 1941 et l’automne 1942, ils tentent de trouver refuge pour retrouver les contacts perdus ou être contactés par le mouvement qu’ils suivaient au début de la guerre. Ils vont circuler entre Saint-Martin-du-Puy et Quarré-les-Tombes pour s’y réfugier parce qu’ils connaissent bien les forêts qui les entourent qui sont impénétrables, avec un taux de boisement qui est supérieur à 40 %. Ils disposent aussi d’un matériel de camping pour pouvoir s’installer dehors.

### Parachutage de novembre 1942[5]
Au début du mois de novembre, Albert Gueuseguin appelé aussi « Bob » amène de nouvelles consignes au Moulin Simoneau. Une équipe est alors crée pour la réception du parachutage qui comporte « Luc » et « Lionel ». Bernard et Longhi prélèvent les armes légères et le reste du matériel est enterré proche de Quarré-les-Tombes.
Tout se passe bien, Bernard et Longhi prennent des mitraillettes STEN, des chargeurs, des cartouches, des pistolets, des grenades et un manuel d’instruction pour l’entretien et l’utilisation du matériel qui contient de nombreux conseils de sabotage. Toutes ses armes sont décisives pour leur guérilla. 
Ce fut leur premier succès, qui est un tournant pour les cofondateurs du Maquis Camille avec une reprise de contacts d’un réseau organisé.

## Décoration
- Médaille de la Résistance française (décret du 15 octobre 1945)[6]